# Station Cieszyn Marklowice
Station Cieszyn Marklowice is een spoorwegstation in de Poolse plaats Cieszyn.